# Ider, Alabama
Ider är en ort i DeKalb County i delstaten Alabama, USA.